# 113P/Шпиталера
Комета Шпиталера (113P/Spitaler) — короткопериодическая комета из семейства Юпитера, которая была случайно открыта 17 ноября 1890 года венгерским астрономом Рудольфом Шпиталером с помощью 69-сантиметрового рефрактора в ходе его наблюдений за непериодической кометой C/1890 V1. Он обнаружил слабый туманный объект в созвездии Возничего, рядом с вероятным положением кометы C/1890 V1, но тот был слишком слаб для данной кометы. Комета обладает довольно коротким периодом обращения вокруг Солнца — чуть менее 7,1 года.

Орбита кометы Шпиталера и её положение в Солнечной системе

## История наблюдений
Комета едва не была потеряна сразу после открытия, поскольку была настолько тусклой, что её можно было различить лишь в самые крупные телескопы, к тому же в последующие дни наблюдениям мешала плохая погода. Лишь к 4 декабря ему удалось обнаружить объект, который соответствовал внешнему виду его кометы 17 ноября. Он описал его как диффузный объект 13,0 m звёздной величины, с круглой комой диаметром 30 " угловых секунд и хорошо различимым ядром. Таким образом, подтверждающее наблюдение было сделано лишь спустя более чем две недели после открытия кометы. К тому моменту она уже удалялась от Земли и к 4 февраля 1891 года окончательно исчезла из поля зрения наблюдателей.
Первыми орбиту кометы рассчитали американские астрономы Джордж Сирл, James Tennant и Джон Хайнд, которые, взяв за основу своих расчётом позиции кометы в период с 17 ноября по 13 декабря, установили, что комета прошла точку перигелия 29 октября 1890 года, а её период обращения равняется 6,4 года. Первое ожидаемое возвращение кометы должно было состояться 12 марта 1897 года, но обнаружить её так и не удалось — почти на сто лет комета оказалась потеряна.
Комета случайно было восстановлена 24 октября 1993 года американским астрономом Джеймсом Скотти в обсерватории Китт-Пик. Общая магнитуда кометы была оценена как 17,2 m, а яркость её ядра — 19,6 m. Также астрономы отметили наличие небольшой комы 18 " угловых секунд в поперечники и хвоста, длиною 0,76 ' угловой минуты.

## Сближение с планетами
Несмотря на то, что комета пересекает орбиту Юпитера, с самой планетой она сближается довольно редко: в XX веке произошло лишь одно сближение, в XXI — ожидается ещё два.
- 0,40 а. е. от Юпитера 15 января 1983 года;
- 0,45 а. е. от Юпитера 30 января 2019 года;
- 0,41 а. е. от Юпитера 31 октября 2054 года.